# نیولاکیتا
نیولاکیتا (به لاتین: Niulakita) یک جزیره و زیستگاه انسانی در تووالو است.

## خصوصیات
نیولاکیتا ۳۵ نفر جمعیت دارد و ۴٫۶ متر بالاتر از سطح دریا واقع شده‌است.